# Tatogaster nigra
Tatogaster nigra är en stekelart som beskrevs av Henry Keith Townes, Jr. 1971. Tatogaster nigra ingår i släktet Tatogaster och familjen brokparasitsteklar. Inga underarter finns listade i Catalogue of Life.